# Stefan Jansson (militär)
Erik Stefan Jansson, född 13 september 1967 i Säffle, Värmland, är en svensk militär.

## Biografi
Stefan Jansson avlade officersexamen vid officershögskolan 1991 och utnämndes samma år till officer i armén.
Före tillträdandet som förbandschef på Totalförsvarets skyddscentrum har Jansson i huvudsak arbetat med operativ planering och ledning både på Högkvarterets insatsstab och på Natos operativa högkvarter i Kabul. Som förbandschef har fokus legat på produktion- och förvaltningsområdet och inom ramen för CBRN-tjänsten har Jansson deltagit i bland annat arbetsgruppen MCDC, Multinational Capability Development Campain och projektet CWMD, Countering Weapons of Mass Destruction. Sommaren 2022 tillträdde Jansson, sedan 2016 utnämnd överste, befattningen som arméstabschef och chef för Arméstaben. 
Jansson bor i Enköping med sin hustru och två barn. Han har gjort tio svenska klassiker på tio raka år och åkt 29 olika vasalopp och öppet spår under 20 år.

## Militär karriär
- 1994 – Löjtnant
- 1996 – Kapten
- 2000 – Major
- 2007 – Överstelöjtnant
- 2016 – Överste

## Befattningar
- 1987: Instruktör Idrottspluton vid Värmlands regemente, Karlstad
- 1990: Trupptjänst, plutonchef, instruktör vid Värmlands regemente/Värmlandsbrigaden Karlstad/Kristinehamn och Stridsskola Mitt, Kvarn
- 2000: Ställföreträdande kurschef för fackprogram vid Stridsskola Syd.
- 2001: Kompanichef, Artilleriregementet, Kristinehamn
- 2005: Stabsofficer Insatsstaben, Högkvarteret
- 2008: Deputy chief CJ35, HQ ISAF, Kabul Afghanistan
- 2009: Chef Operations och taktikavdelningen, Försvarsmaktens ledningsträningsanläggning[4], Ledningsregementet
- 2010: Stabsofficer CJ35, Nordic Battlegroup 11 Force HQ
- 2012: Stabsofficer vid ACO SHAPE CCOMC, Task Force ASIA, Mons, Belgien
- 2015: Bataljonchef 11. ledningsplatsbataljon, Ledningsregementet
- 2016: Stabschef FMLOG stab
- 2018: Chef Totalförsvarets skyddscentrum och Umeå garnison
- 2022: Chef Arméstaben

## Utmärkelser
- För nit och redlighet i rikets tjänst
- Försvarsmaktens värnpliktsmedalj
- Försvarsmaktens medalj för internationella insatser
- Värmlandsbrigadens minnesmedalj
- Artilleriregementets minnesmedalj
- NATO Non-Article 5 medalj ISAF
- 5 Juli 1809 medaljen
- Västerbottensgruppens förtjänstmedalj